# Governo Mortier
Il Governo Mortier è stato in carica in Francia dal 18 novembre 1834 al 20 febbraio 1835, per un totale di 3 mesi e 3 giorni.

## Cronologia
- 13 novembre 1834: di fronte all'ostilità del Parlamento, i ministri del governo Maret si dimettono congiuntamente provocando le dimissioni del governo dopo appena 3 giorni
- 18 novembre 1834: dopo giorni di trattative, si costituisce un nuovo esecutivo di centro-destra guidato da un'altra "spada illustre", ovvero il Maresciallo Mortier
- 20 febbraio 1835: constatata la sua inabilità nel destreggiarsi oralmente e nel calmare la rivalità tra i ministri Thiers e Guizot, Mortier rassegna le dimissioni, prontamente accettate da Luigi Filippo, ufficialmente per motivi di salute[1]
- 12 marzo 1835: visto il fallimento momentaneo della politica delle "spade illustri", il re affida a malincuore la guida del governo all'avverso Victor de Broglie, appoggiato dal centro-destra

## Consiglio dei Ministri
Il governo, composto da 8 ministri (oltre al presidente del consiglio), vedeva partecipi:
| Carica                                | Titolare | Titolare            | Partito       |  |
| ------------------------------------- | -------- | ------------------- | ------------- |  |
| Presidente del Consiglio dei Ministri |          | Édouard Mortier     | Nessuno       |  |
|                                       |          |                     |               |  |
| Ministro degli Affari Esteri          |          | Henri de Rigny      | Centro-destra |  |
| Ministro dell'Interno                 |          | Adolphe Thiers      | Centro-destra |  |
| Ministro della Giustizia              |          | Jean-Charles Persil | Centro-destra |  |
| Ministro della Guerra                 |          | Édouard Mortier     | Nessuno       |  |
| Ministro della Marina e delle Colonie |          | Guy-Victor Duperré  | Nessuno       |  |
| Ministro delle Finanze                |          | Georges Humann      | Centro-destra |  |
| Ministro della Pubblica Istruzione    |          | François Guizot     | Centro-destra |  |
| Ministro del Commercio                |          | Tanneguy Duchâtel   | Centro-destra |  |